# Strzegomino
Strzegomino (kaszb. Strzegòmino, niem. Klaushof) – osada w Polsce położona w województwie pomorskim, w powiecie słupskim, w gminie Dębnica Kaszubska, na obszarze Parku Krajobrazowego „Dolina Słupi”. Miejscowość wchodzi w skład sołectwa Motarzyno.

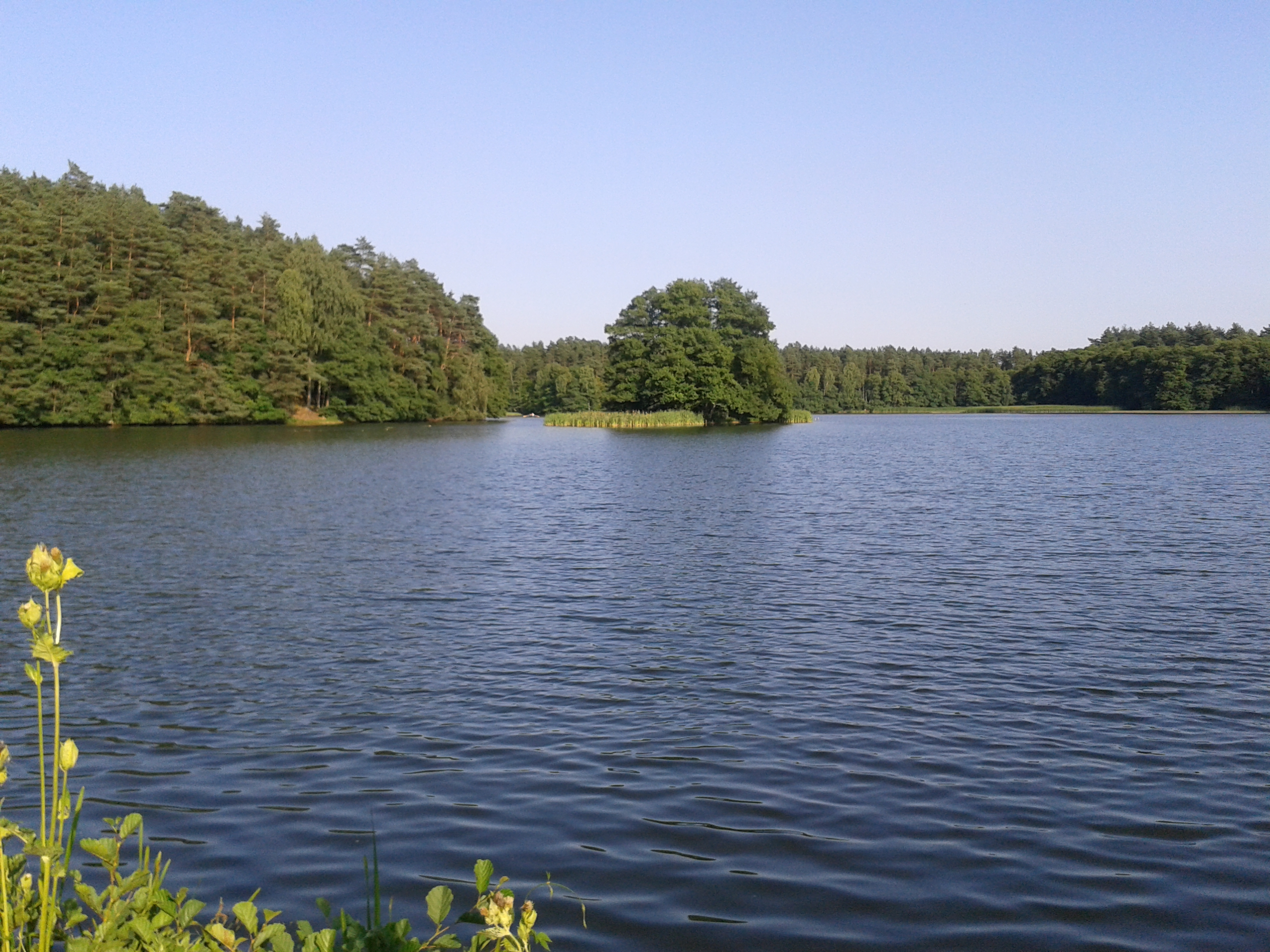
Zbiornik retencyjny Konradowo, w pobliżu którego położona jest osada

W pobliżu osady znajduje się zbiornik zaporowy Konradowo o powierzchni 100 ha i pojemności 5,1 mln m³, powstały w wyniku budowy elektrowni wodnej „Strzegomino”, którą uruchomiono w 1924.
Na 30 czerwca 2018 liczba mieszkańców wynosiła 6 osób. Według stanu na 30 września 2013 w osadzie mieszkały cztery osoby więcej.
Strzegomino, co się tyczy edukacji dzieci na poziomie podstawowym, znajduje się w granicach obwodu Szkoły Podstawowej im. Leśników Polskich w Motarzynie (stan na 2020).
W latach 1975–1998 miejscowość administracyjnie należała do województwa słupskiego.

## Nazwa
Polska nazwa Strzegomino została nadana 1 czerwca 1948 zgodnie z Rozporządzeniem Ministrów Administracji Publicznej i Ziem Odzyskanych o przywróceniu i ustaleniu urzędowych nazw miejscowości, zastępując niemieckie Klaushof. Pierwotna słowiańska nazwa jest tzw. chrztem nazewniczym i ma charakter pseudodzierżawczy. Powstała przez dodanie do nazwy osobowej Strzegoma formantu -ino. Pierwotna niemiecka nazwa Klaushof ma charakter dzierżawczy i jest złożeniem dwóch członów: nazwy osobowej Klaus „Mikołaj” i nazwy pospolitej Hof „zagroda, folwark”.
Rada Języka Kaszubskiego proponuje opartą na polskiej kaszubską formę nazwy Strzegòmino.